# Heyuannia
Heyuannia („pocházející z Che-jüanu“) byl rod teropodního oviraptorosaurního dinosaura, žijícího na území východní Asie (provincie Kuang-tung v jihovýchodní Číně) v období pozdní svrchní křídy (asi před 70 až 66 miliony let).

## Historie a popis
Fosilie tohoto menšího teropoda byly popsány v roce 2002 paleontologem Lü Ťün-čchangem. Holotyp má označení HYMV1-1 a byl objeven v sedimentech souvrství Dalangšan. Jedná se o poměrně kompletní kostru i s lebkou. Dále bylo objeveno ještě šest dalších exemplářů a množství zkamenělých vajec, která mohla patřit také tomuto dinosaurovi. Heyuannia byl menší druh oviraptorida, který měřil asi 1,5 metru na délku a vážil kolem 20 kilogramů.

## Příbuzenství
Přesné vývojové vazby tohoto rodu nejsou zcela jisté. Podle fylogenetické analýzy z roku 2012 patří mezi nejbližší vývojové příbuzné tohoto dinosaura nejspíš rody Jiangxisaurus, Conchoraptor, Citipati, Machairasaurus, Rinchenia a Khaan. V září roku 2019 byla pro tento a blízce příbuzné druhy oviraptoridů stanovena nová podčeleď Heyuanninae (dříve Ingeniinae).

## Barva vajec
Podle vědecké studie mohla mít vajíčka tohoto dinosaura původně modrozelenou barvu. Odborná práce publikovaná v roce 2017 totiž přišla s tvrzením, že barva vajec tohoto teropoda byla pravděpodobně modro-zelená. Jedná se tak o vůbec první případ, kdy byla zjištěna pravděpodobná barva vajec druhohorních dinosaurů.